# Davide Di Veroli
Davide Di Veroli (Roma, 18 de agosto de 2001) es un deportista italiano que compite en esgrima, especialista en la modalidad de espada.
Ganó tres medallas en el Campeonato Mundial de Esgrima, en los años 2022 y 2023, y cuatro medallas en el Campeonato Europeo de Esgrima entre los años 2022 y 2025. En los Juegos Europeos de Cracovia 2023 consiguió una medalla de bronce en la prueba por equipos.
Participó en los Juegos Olímpicos de París 2024, ocupando el quinto lugar en la prueba por equipos.
Estudió Economía y Administración en la Universidad Internacional Libre de Guido Carli.

## Palmarés internacional
| Campeonato Mundial | Campeonato Mundial | Campeonato Mundial | Campeonato Mundial |
| Año                | Lugar              | Medalla            | Prueba             |
| ------------------ | ------------------ | ------------------ | ------------------ |
| 2022               | El Cairo (Egipto)  | Medalla de plata   | Espada por equipos |
| 2023               | Milán (Italia)     | Medalla de oro     | Espada por equipos |
| 2023               | Milán (Italia)     | Medalla de plata   | Espada individual  |
| Juegos Europeos    |                    |                    |                    |
| Año                | Lugar              | Medalla            | Prueba             |
| 2023               | Cracovia (Polonia) | Medalla de bronce  | Espada por equipos |
| Campeonato Europeo |                    |                    |                    |
| Año                | Lugar              | Medalla            | Prueba             |
| 2022               | Antalya (Turquía)  | Medalla de oro     | Espada por equipos |
| 2023               | Plovdiv (Bulgaria) | Medalla de oro     | Espada individual  |
| 2024               | Basilea (Suiza)    | Medalla de plata   | Espada por equipos |
| 2025               | Génova (Italia)    | Medalla de bronce  | Espada por equipos |